# Shona McCallin
Shona McCallin (Newark, 12 de mayo de 1992) es una jugadora británica de hockey sobre césped.

## Trayectoria
MaCallin tuvo su primera participación olímpica en Río 2016. En el torneo derrotó a Países Bajos en la final y ganó la medalla de oro, por primera vez en la historia de la selección británica. En los juegos olímpicos de Tokio 2020 obtuvo la medalla de bronce al derrotar a India en el partido por el tercer puesto.